# Regnans in Excelsis

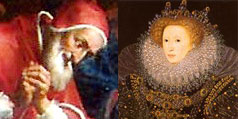
Påven och drottningen

Regnans in Excelsis var en påvlig bulla som utfärdades den 24 februari 1570 av påve Pius V som förklarade Elisabet I som en kättare och befriade alla hennes undersåtar från lojalitet till henne. Den förklarade även de undersåtar som var lojala mot henne exkommunicerade från den katolska kyrkan. Namnet på bullan är taget från de första tre orden i den latinska texten, med betydelsen "härskande från ovan" (syftande på Gud). Pius hade tidigare försonats med Engelska kyrkan under Maria I. Efter Marias död återförde Elisabet kyrkan till protestantismen.
Bullan öppnade en möjlighet för katoliker att försöka med ett lönnmord, och drev den engelska regeringen att vidta mer repressiva åtgärder mot jesuiterna, som man trodde agerade å påvemaktens och Spaniens vägnar. 
För att avlasta trycket på katolikerna i England och för att dölja bullans verkligt omstörtande natur utfärdade påve Gregorius XIII ett klargörande 1580, som förklarade att katolikerna skulle lyda drottningen i alla medborgerliga ärenden, tills det skulle vara möjligt att avsätta henne. Under krisen med den spanska armadan visade det sig att de flesta katolska medborgare i England var fortsatt lojala, och det verkliga hotet mot tronen bestod av personer som kardinal William Allen och Robert Persons som redan var i exil.